# Bockum (Datteln)
Bockum ist eine Bauerschaft der Stadt Datteln im Kreis Recklinghausen, Nordrhein-Westfalen. Sie gehört zum ehemaligen Kirchspiel Datteln und war über Jahrhunderte hinweg eine eigenständige ländliche Siedlungseinheit. Die Bauerschaft liegt im südlichen Teil des Stadtgebiets von Datteln und grenzt an die Bauerschaften Klostern und Ahsen.

## Geschichte
Die Ursprünge Bockums reichen bis ins frühe Mittelalter zurück. Der Ortsname leitet sich aus dem altsächsischen „buokheim“ ab, was sinngemäß „Heim des Buok“ bedeutet. In schriftlichen Quellen erscheint der Name bereits im Urbar der Abtei Werden aus dem 9. Jahrhundert. Neben Bockum zählen auch Pelkum („piluchem“) und Hagem („heim des Hagen“) zu den ältesten namentlich überlieferten Bauerschaften des Kirchspiels Datteln.
Im Mittelalter war Bockum landwirtschaftlich geprägt, mit zahlreichen Einzelhöfen und Allmendflächen. Die Bauerschaft war Teil der geistlichen und administrativen Struktur des Kirchspiels Datteln, das dem Vest Recklinghausen im Kurfürstentum Köln zugeordnet war. Die Verwaltung oblag bis ins 19. Jahrhundert den Kirchspielgemeinden und Bauerngerichten, ehe die preußischen Reformen das Gebiet ab 1815 in das Amt Datteln integrierten.

## Die Malenburg und der Mühlenbach
In der Bauerschaft Bockum befand sich die Malenburg, eine historische Burganlage, deren Ursprung bis ins Mittelalter zurückreicht. Sie wurde im Barock erweitert und diente vermutlich als Adelssitz. Die Malenburg wurde ursprünglich unter dem Namen castrum Radelembeke (Burg Radelembeke) im Jahr 1342 erwähnt. Dieser Name verweist auf den alten Bachlauf der Radelebeke, aus dem sich später der Malenburger Mühlenbach entwickelte.
Der Mühlenbach entspringt auf dem Küßberg am Ostrand der Haard. Er trieb über lange Zeit eine Mühle in unmittelbarer Nähe zur Malenburg an. Im späten 19. Jahrhundert wurde sein Lauf jedoch umgeleitet, sodass er heute nicht mehr direkt an der Burg vorbeifließt. Das erhaltene Mühlengebäude befindet sich noch heute unweit der Hauptanlage der Malenburg.

## Lage und heutige Bedeutung
Auch wenn die einst eigenständige Bauerschaft Bockum heute in das Stadtgebiet Datteln aufgegangen ist, prägen ihre landwirtschaftlichen Strukturen, vereinzelte Hofstellen und die Nähe zu historischen Orten wie der Malenburg weiterhin das Landschaftsbild. Felder, kleine Wälder und die Reste alter Wasserläufe zeugen von der traditionellen Nutzung und der historischen Bedeutung des Gebiets.
Die Bauerschaft grenzt (im Uhrzeigersinn) an die Bauerschaft Ostleven, die Bauerschaft Klostern, die Bauerschaft Hachhausen und die Haard. Das Gebiet Bockums gehörte früher zur Gemeinde Ahsen.